# Li Yuehong
Dans ce nom, le nom de famille, Li, précède le nom personnel.
Li Yuehong (李越宏) est un tireur chinois. 
Le tireur chinois remporte en 2010 la médaille de bronze dans l'épreuve de vitesse olympique au pistolet lors des Championnats du monde de tir.